# Das Märchen vom tyrannischen Drachen
Das Märchen vom tyrannischen Drachen (englischer Originaltitel: The Fable of the Dragon-Tyrant) ist eine von dem schwedischen Philosophen Nick Bostrom verfasste Fabel über das Altern und den Tod, die erstmals 2005 im Journal of Medical Ethics erschienen ist.
Sie wurde in mehrere Sprachen übersetzt, darunter Chinesisch, Tschechisch, Niederländisch, Finnisch, Französisch, Deutsch, Hebräisch, Italienisch, Polnisch, Russisch, Serbisch, Slowakisch, Slowenisch und Spanisch.
2018 veröffentlichte der YouTube-Kanal CGP Grey eine Animation der Fabel, die (Stand April 2022) über acht Millionen Mal aufgerufen wurde. Die Life Extension Advocacy Foundation lobte diese öffentlich.

## Handlung
Die Fabel handelt von einem Königreich, das von einem Drachentyrannen, der eine Personifikation des altersbedingten Todes darstellt, geplagt wird. Der Drache fordert jeden Tag einen Tribut von Tausenden Menschenleben, um seinen Hunger zu stillen.
Die Geschichte dokumentiert die Aktionen der Einwohner des fiktiven Königreiches, die nach vielen erfolglosen Versuchen, diesen zu töten, davon ausgehen, dass er unbesiegbar ist. Um sich mit ihrem Schicksal abzufinden, reden sich die Bewohner mit der Zeit ein, dass man diese Tatsache akzeptieren solle und dass es gut und richtig sei, dass sie vom Drachen getötet werden. Letztendlich findet innerhalb der Bevölkerung ein Paradigmenwechsel statt, nachdem ein Kind während einer Volksrede zum Umgang mit dem Drachen sagt, dass der Drache böse sei, da dieser seine Großmutter getötet hat. Daraufhin schließen sich immer mehr Menschen der Meinung des Kindes an. Das Volk, einschließlich des Königs, schließt sich zusammen, um den Drachentyrannen zu töten.
Die Kernmoral der Geschichte ist, dass die Menschheit sich das Altern und den Tod nicht beschönigen, sondern beides als Übel ansehen und behandeln solle, da das Altern viel Leid verursache und mittlerweile nicht mehr unvermeidlich sei. Für eine erfolgreiche Bekämpfung des Alterns und die Heilung heute lebender Menschen sei aber rasches Handeln erforderlich, weshalb Bostrom genau dazu aufruft.
Die Fabel kritisiert somit die Resignation vor dem Altern, die auch als Pro-Aging-Trance bezeichnet wird. Diese fördert laut Bostrom eine „passive Akzeptanz“ des altersbedingten Todes und ist daher ein gefährliches Hindernis auf dem Weg zur Ausrottung des Alterns – des todbringenden „Tyrannen“, indem sie die moralisch unbedingt notwendige Verfolgung dieses Zieles verzögert und zahlreiche Menschenleben kostet.